# Selaginella paxii
Selaginella paxii är en mosslummerväxtart som beskrevs av Georg Hans Emmo Emo Wolfgang Hieronymus. Selaginella paxii ingår i släktet mosslumrar, och familjen mosslummerväxter. Utöver nominatformen finns också underarten S. p. subpedalis.